# Haller-kastély (Kerelőszentpál)

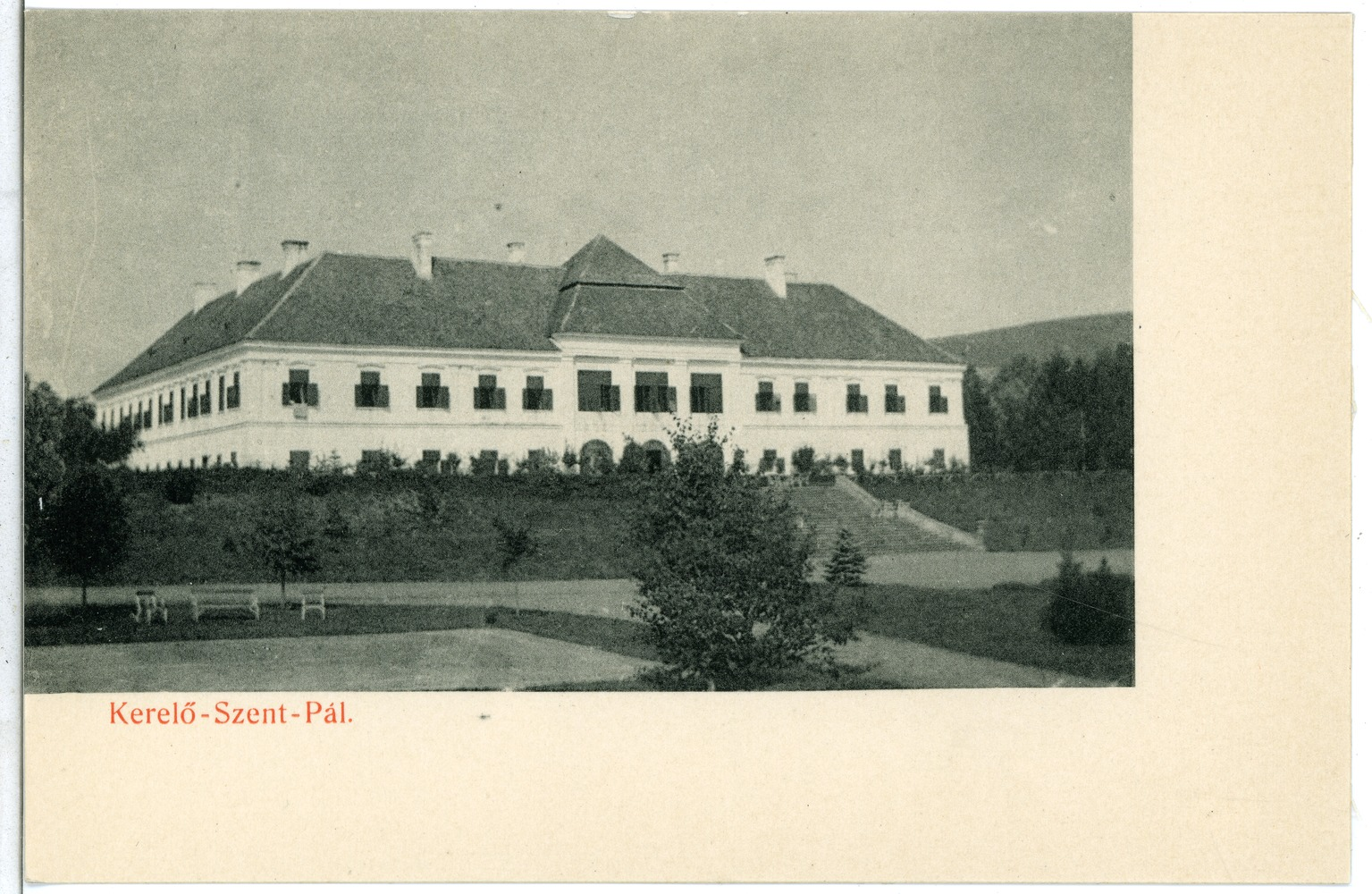
Haller-kastély

Kerelőszentpál (Sânpaul) Romániában, Maros megyében található, Marosvásárhelytől 19 km-re délnyugatra, a Maros bal partján, a Kolozsvár-Marosvásárhely országút mellett fekszik. A település egyik legjelentősebb épített öröksége az 1760-ban, Haller Gábor által építtetett barokk kastély.
A kerelőszentpáli Haller kastély története közel 500 évre tekint vissza, az erdélyi Maros megye egyik nevezetessége, mely fénykorát leginkább az 1930-as években élte.
A második világháború után, a nemesi családok kitelepítését követve, bútorait, értékeit ellopták, építőanyagait elhordták, és szép lassan az enyészeté lett. Bár régi tulajdonosai visszakapták birtokukat, jelenlegi nagyon romos állapota miatt jövője kilátástalannak tűnik.

## Építtetői, tulajdonosai
Először Alárdi Ferenc épít itt várat, a 16. században, amelyet a Báthory István fejedelem és Bekes Gáspár közötti, 1575-ös kerelőszentpáli ütközet után leromboltak. Haller István 1610-ben új várkastély építésébe kezdett, amelyet 1674-ben fia, Haller János fejezett be. Ezt a második várkastélyt a Rákóczi-szabadságharcok idején semmisítettek meg újra. A harmadik, barokk stílusú kastélyt 1760-ban építtette Haller Gábor, Haller János unokája. A kastély utolsó tulajdonosai Haller István gróf, és felesége br. Schell Bauschlott Mária Lujza, akik fiukkal Haller Gézával és lányukkal Haller Ilona Katalinnal, és annak férjével, Harmath Ferenccel lakták a kastélyt az államosítás előtt.
A hallerkői Haller család nürnbergi eredete a 13. századra vezethető vissza. A 15. század második felében Magyarországra került tagjai közül Rupert tagjától származik a család magyar ága. A család csakhamar előkelő szerepet visz Erdély történetében. A család két fő ágazatának megalapítói Haller Gábor (1550-1602) fiai: az idősebbiktől, Istvántól a fehéregyházi ág és az ifjabb Györgytől a kapjoni ág származott. Bárói rangot 1699-ben, grófi rangot pedig 1713-ban kapott a család.

## Építészeti stílusa

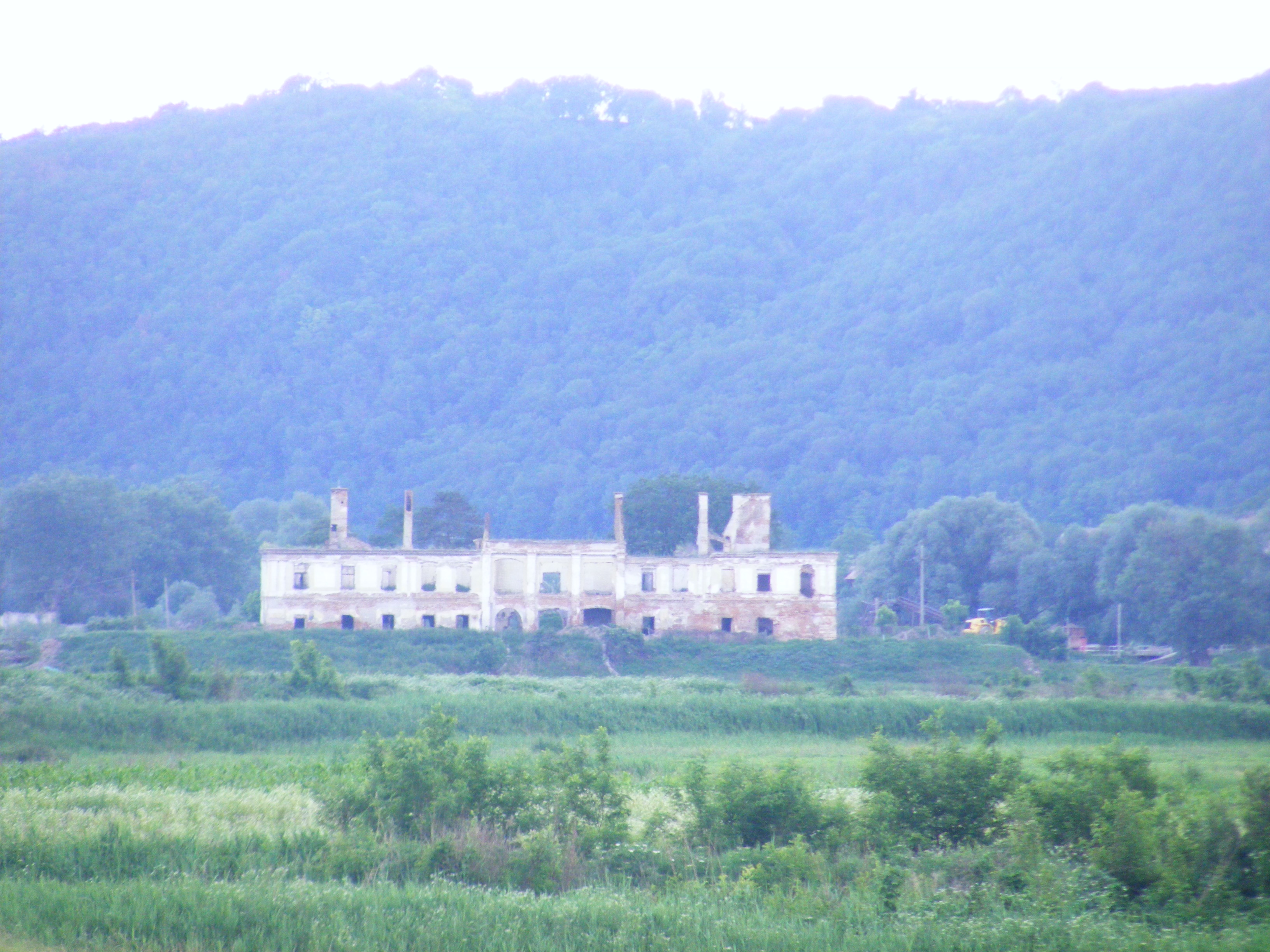
A kastély romjai

A jelenlegi épület elrendezése és tömegkompozíciója fénykorában a nyugat-európai barokk kastélyok formáját és elrendezését követi. Alapformái az épületszárnyak U alakú elrendezése, és az udvari árkádsor. E stílus visszavezethető Grassalkovich Antal herceg által építtetett gödöllői kastélyhoz, melynek szertesugárzó hatása a kor legjelentősebb magyarországi és erdélyi kastélyain ismerhető fel. IV. Haller Gábor felesége, Grassalkovich Anna-Mária a gödöllői kastély építtetőjének a leánya volt, így a közvetlen rokoni kapcsolat is alátámasztja azt a feltételezést, hogy a Grassalkovich család gödöllői kastélyának 1740-es évekbeli építészeti átalakítása hatással volt a kerelőszentpáli kastély átalakítására.
Főhomlokzata háromsíkú, középső része, kiemelt manzárdtetőzetével, a kastély tömeghatását növeli. Szimmetrikus elrendezésű főhomlokzata falisávokkal tagolt, a középső rizalitnál a falisávok két szintet fognak össze, képileg a középső részt magasítják. Ablakai egyszerűen kereteltek, az emeletiek íves szemöldökpárkánnyal díszítve. Fő és osztópárkánya mérsékelt kiállású. Külső mellékhomlokzatai hasonlóképpen mérsékelten díszítettek, az udvar felőli homlokzatok kiképzése a földszint árkádnyílásaival, boltozatos tornáccal, a középső rizalit félköríves ablakaival és üvegezett ajtóival, valamint az ablakok zsalugátereivel hangulatos képet adnak. A külső homlokzatok kiképzésénél a francia barokk, az udvariakénál az erdélyi népi barokk építészet hatása látható. 
A középső rizalit tengelyében, a földszinten, az udvar felől helyezték el a hallt, díszes keményfa lépcsőkkel, az emeleten a nagy, reprezentációs termeket. Az épület udvar felőli hosszában a különböző rendeltetésű termeket, lakosztályokat osztották be. A földszintre lakószobák és más rendeltetésű helyiségek kerültek, valamint a kastély kápolnája. A termek kiképzése díszes volta tengelybe elhelyezett ajtókkal egymásba kapcsolódó teremsor ünnepélyes benyomást nyújtott. Az ajtók, ablakok keményfából faragott bélettel, díszesen készültek. Hasonló modorban készült egyes termek falainak lábazati burkolása is. A termek padlózatai mintásan kialakított parkettával és mintás (színes) mozaikkal készültek.
A kastélybelső változatos berendezése a barokktól a rokokón át a klasszicizáló bútorstílusokig a Hallerek reprezentáló hajlamát, pompaszeretetét tükrözte. Az értékes bútorok mellett szőnyegek, festett képek,, porcelánok, asztali edények, továbbá szebbnél szebb porcelánkályhák növelték a szobák szépségét.

## A kastélykert
A kastély hátranyúló épületszárnyai által lezárt udvart, valamint a kastély körüli kertet barokk modorban, geometrikus formákkal alakították ki. A díszkert létrehozása Bethlen Ilona grófnő nevéhez fűződik, aki az 1900-as években telepítette be a körülbelül 50 holdas területet. A díszkert a harmincas években lehetett a legpompásabb, kavicsos útjaival, virágágyásaival, díszfákkal és cserjékkel ékesítve, kis tavakkal, mocsárral, fenyvessel, az általuk kerített virágházakkal, teniszpályával, gyerekházzal, hintával, kőasztalokkal és padokkal méltó kiegészítője volt a kastélynak. 1949 után fokozatosan tönkrement a 20. század elején készített fényképeken megörökített kert is. Egykori szépségére néhány villám sújtotta fán kívül ma már jóformán semmi nem emlékeztet, virágdíszéből hírmondó sem maradt, a tavacskák kiszáradtak, feltöltődtek, erősen megrongálódott a parkba vezető kőlépcső is.

## A kastély sorsa az államosítás után
1945-ben az átvonuló orosz katonák az épületet erősen megrongálták. A Haller család 1945 után már csak a kastély földszinti helyiségeit használta, de azokat is el kellett hagynia 1949. március 2-án, amikor a hatóságok kitelepítették az egykori birtokos család tagjait. 
1959-1960-ban a műemlékvédelmi hatóság felújíttatta az épületet, amelyet előbb mezőgazdasági központként, később iskolaként, utóbb zöldségraktárként hasznosítottak. Kezdetben az épületben lakások is voltak, később ahogyan az elhanyagoltsága fokozódott, kiürítették.
A kommunizmus időszaka alatt szép lassan a kastély berendezését széthordták, a díszlépcsőt szétverték, az emeleti termek fagerendás födémeinek gerendáit, fal- és padlóburkolatait le- illetve felszedték, ajtó-ablakszerkezeteit kibontották és elégették vagy elhordták. A téglát, a követ és tetőcserepeket elhordták építőanyagnak. A porcelán és cserépkályhákat szétszedték, csak két fehér porcelánkályha cserepeit sikerült megmenteni, újra felépíteni, amely jelenleg a marosvásárhelyi múzeumban (Toldalagi-házban) található. Tizenöt évi kérvényezés, kilincselés, pereskedés után Haller Ilona és férje Harmath Ferenc visszakapták az épületet, majd a gyulafehérvári római katolikus érsekségnek adományozták.